# Future Launchers Preparatory Programme
Il Future Launchers Preparatory Programme (FLPP) è un programma di sviluppo e maturazione tecnologica dell'Agenzia spaziale europea (ESA). Sviluppa tecnologie per l'applicazione nei futuri lanciatori europei e negli aggiornamenti ai veicoli di lancio esistenti. Con ciò aiuta a ridurre tempi, rischi e costi dei programmi di sviluppo del lanciatore.
Avviato nel 2004, l'obiettivo iniziale dei programmi era quello di sviluppare le tecnologie per il New Generation Launcher (NGL) per seguire l'Ariane 5. Con l'inizio del progetto Ariane 6, lo scopo del FLPP è stato spostato su uno sviluppo generale di nuove tecnologie per i lanciatori europei .
FLPP sviluppa e matura tecnologie che sono considerate promettenti per l'applicazione futura ma attualmente non dispongono di un livello di preparazione tecnologica sufficientemente elevato per consentire una valutazione chiara delle loro prestazioni e del rischio associato. Queste tecnologie hanno in genere tale livello iniziale a 3 o inferiore. L'obiettivo è di aumentarlo circa fino a 6, creando soluzioni che sono dimostrate in condizioni pertinenti e possono essere integrate in programmi di sviluppo a costi ridotti e con rischio limitato.